# Клан Данлоп
Клан Данлоп (шотл., гельск., ірл. - Clan Dunlop, Clann Dunlap) - клан Дунлоп, клан Дунлап - один з кланів рівнинної частини Шотландії - Лоуленду. На сьогодні клан не має визнаного герольдами Шотландії вождя тому називається «кланом зброєносців». 
Гасло клану: Merito - справедливо, заслужено (лат.)
Історичні землі клану: Данлоп, Каннінгем, Айршир

## Історія клану Данлоп
Назва клану має територіальне походження, назву Дунлоп, Дунлап можна перекласти з ірландської (гельської) як «фортеця внизу», «фортеця (збудована) колом». Є версія, що місцевість в якій була збудована фортеця називалась в давнину Лапах (гельск. - Lapach), що означало «каламутне місце». Ця назва була в цій місцевості як мінімум в Х столітті, а можливо й раніше. Клан Данлоп відомий по історичним документам з XIII століття. Іноді цю місцевість і клан, що неї володів називали Дулап, Делап (гельск. - Dulap, Delap). Існували ще інші варіанти назви клану. 
Вперше в історичних документах вожді клану Данлоп згадуються в часи правління короля Шотландії Олександра III (1249 – 1286). У місті Ірвін в королівській грамоті згадується Дом Гуллелмус де Дунлор (гельск. - Dom Gullelmus de Dunlop). Документ датується 1260 роком. У документах 1296 року згадується вождь клану Ніл Фітц Роберт де Дулоуп (шотл. - Neel Fitz Robert de Dullope). Він був прихильником незалежності Шотландії і примкнув до повстанців. У тому ж році він записався як Нел де Дунлопп (гельск. - Nel de Dunlopp) в документах, що стосувалися земельної власності в Бервіку. Він мав право на фамільний герб вождя клану, що являв собою двоголового червоного орла на срібному фоні щита. 
В історичному документі, що датується 1496 роком і називається «Рукопис Буклеуха» (гельск. - Buccleuch Manuscripts) згадується Константин Данлоп (гельск. - Constantine Dunlop). У XVII столітті в Шотландії жив Вільям Данлоп Старший, що виїхав до американських колоній - до Кароліни у 1680 році, але потім він повернувся в Шотландію і став ректором університету в Глазго у 1690 році. Він помер у 1700 році у віці 46 років. У XVII - ХІХ століттях багато людей клану Данлоп емігрували в різні колонії Великої Британії і нині розсіяні по світу. 
Прізвище Данлоп нині зустрічається в З’єднаних Стейтах Америки (ЗДА) та Канаді. Прізвище зустрічається в формах Дейлейп (Dalape), Данлеп (Dunlap), Данлейп (Dunlape).

## Відомі люди клану Данлоп
- Вільям Данлоп Старший (1654 – 1700) - ковенантор, авантюрист, викладач університету в Глазго з 1690 по 1700 рік. Він був першим пресвітеріанським міністром в американській колонії Південна Кароліна. Він був сином Олександра Данлопа (1620 - 1667) та Елізабет Мюр (1620 - 1667) - дочки Вільяма Мюра Гландерстона. У 1684 році він став міністром-ліценціатом церкви Шотландії. Вільям Данлоп Старший виріс під час гонінь на ковенанторів в Шотландії. Його батько та мати були кинуті за ґрати за «підтримку ковенанторів». У молодості Вільям Данлоп Старший отримав посаду вчителя і вихователя в сім’ї Вільяма Кохрейна - барона Пейслі та Охілтрі, що теж був ковенантором. У 1679 році під час повстання в Вестланді, Вільям Данлоп служив кур’єром вігів, що намагалися вести переговори з королівською армією, але безуспішно. Це повстання було жорстоко придушене - ковенантори були розбиті під час битви біля мосту Ботвелл.  Вільям Данлоп Старший, Генрі Ерскін (лорд Кардросс), Джон Ерскін, сер Роберт Монтгомері Кревок, сер Джордж Кемпбелл Кеснок були учасниками повстання, але не переслідувались за це урядом. На початку 1680-х років Ентоні Ешлі Купер - І граф Шефтсбері був лорд-опікуном колонії Кароліна. Він співчував руху протестантів-нонконформістів і допоміг спорядити кораблі для переселенців в Кароліну -  в місця релігійної терпимості. У 1682 році лорд Кардросс, Кемпбелл та сер Джон Кокрейн (син Вільяма Кохрейна) домовились про придбання двох земель на південь від Чальз-тауна, Південна Кароліна. У липні 1684 році корабель «Кароліна Меркант» під командою капітана Джеймса Гібсона залишив Ферт-оф-Клайд з 149 пасажирами на борту, у тому числі там були: Кардросс, Данлоп, Монтгомері та 35 засуджених ковенанторів, їх везли як підневільних працівників. Корабель прибув до Чарльз-Тауна 2 жовтня 1684 року без будь-яких втрат. Тим не менш, вони прибувають до колонії під час спалаху епідемії малярії. Незабаром після прибуття більшість іммігрантів захворіли, у тому числі Кардросс та Данлоп. Деякі з них померли. У листопаді менша група чисельністю 51 переселенець вирушили на південь до міста Порт-Рояль і вибрали місце для заснування Стюарт-тауна. Це місце було на відстані 1,5 милі на південь від сучасного Бофорта. До березня 1685 року місто було закладене, і було побудовано кілька будинків. Було сформовано ополчення для захисту поселення і Вільям Данлоп служив священиком поселень пресвітеріанської церкви. Купивши землю в англійців, шотландці повинні були слідувати встановленим рекомендаціям правової юрисдикції. Але шотландці почали сумнівні торговельні відносини з племенем американських індіанців ямасі. Разом з воїнами племені ямасі шотландці атакували іспанську місію в Санта-Каталіна і захопили 22 аборигени, що бути використані як раби. Губернатор Роберт Квері наказав заарештувати Кардросса. Кардросс був занадто хворий, щоб подорожувати, Вільям Данлоп написав листа Квері і вибачився за свої дії і сказав, що вони готові прийняти маєстрат, що буде призначений губернатором. 17 серпня 1686 року іспанці напали Стюарт-таун. Це була помста за напад на Санта-Каталіна або просто рішення вигнати шотландців з узбережжя Кароліни. Три маленькі кораблі з 100 солдатами напали на Стюарт-таун. Більшість поселенців були хворі на малярію і не могли вчинити ніякого опору і втекли в ліс. Протягом трьох днів іспанці грабували місто, вбили всю худобу і спалили всі будинки і всі поля. Іспанці почали рухатися в напрямку Чарльз-тауна, знищуючи все на своєму шляху. Але раптом вдарив ураган. Два кораблі іспанців були знищені, а третій повернувся в Санкт-Августин. Вільям Данлоп і деякі поселенці, що залишилися в живих відступили до Чарльз-тауна. Неясно, чому Вільям Данлоп повернувся до Шотландії після руйнування Стюарт-тауна. Але відомо, що він в квітні 1687 року був в поселенні Святої Єлени і зробив ще одну спробу налагодити стосунки з аборигенами. Після свого повернення до Шотландії в 1690 році, після Славної революції та повалення короля Джеймса VII, Вільям Данлоп був призначений міністром Охілтрі. У грудні він був призначений ректором університету Глазго, можливо, під впливом його швагра і кузена Вільяма Карстареса - радника короля Вільгельма II. Данлоп домігся виділення для університету значних коштів від короля та парламенту. Він займав цю посаду до своєї смерті в 1700 році. У 1690 році Вільям Данлоп викрив змову проти короля Вільгельма II. 31 січня 1693 року він був призначений історіографом королівських династій Шотландії. Він організовував шотландські колонії в Африці та в Індії, відновлював церкву Блекфріарс, що була знищена ударом блискавки в 1670 році.
- Вільям Данлоп Молодший (1692 – 1720) - професор Единбурзького університету, доктор історичних наук, спеціаліст в області історії церкви. Народився в Глазго в 1692 році, був молодшим сином Вільяма Данлопа Старшого та Елізабет Мюр (шотл. - Elizabeth Mure). Його брат - Олександр Данлоп був також вченим. Рання смерть батька змусила його матір самостійно турбуватися про освіту синів. В Единбурзі він вивчав теологію та історію церкви. Його вчителем був його родич - чоловік сестри його матері. Завершив освіту Вільям Данлоп Молодший у 1714 році і був висвячений у священики в місті Единбург. Незабаром після цього він отримав посаду професора теології та церковної історії в університеті Единбурга. На цій посаді його затвердив король Великої Британії Георг І. Він продовжував служити священиком в церкві і одночасно викладав в університеті. Хоча він помер молодим і всього кілька років був викладачем університету і церковним діячем, але сучасники його запам’ятали як талановитого науковця, людину дуже побожну і з жвавою уявою, емоційного проповідника з рідкісною силою переконання, мав особливу працездатність, надзвичайну пам'ять. Помер він у віці 28 років. Лишив по собі наукові праці:
- «Визнання віри, катехізис, довідники, книги дисципліни і публічної влади в Церкві Шотландії» у 2-х томах. 1719 - 1722.
- «Передмова до Вестмінстерського сповідання», 1720.
- «Пропові для декількох суб'єктів і випадків», у 2-х томах, in Octavo, 1722.